# Kostel svatého Klementa Římského (Miedżna)
Kostel svatého Klementa Římského (polsky: Kościół św. Klemensa Papieża) je historický římskokatolický dřevěný kostel v obci Miedżna, gmina Miedżna, okres Pszczyna, Slezské vojvodství a náleží k děkanátu Miedżna, arcidiecéze katowické, je farním kostelem farnosti sv. Klementa Římského v obci Miedżna. Kostel je obklopen hřbitovem a
Dřevěný kostel je zapsán v seznamu kulturních památek slezského vojvodství pod číslem 450/65 z 14. prosince 1965 a je součástí Stezky dřevěné architektury v Slezském vojvodství.

## Historie
První zmínky o farnosti pocházejí z roku 1325. V letech 1598–1628 byla farnost protestantská. Kostel byl postaven na místě původního dřevěného kostela v roce 1721. Kostel byl v roce 1859 přestavěn, byla prodloužena loď. Z tohoto důvodu sanktusník není nad rozhraním kněžiště a lodi. Další přestavba byla provedena v roce 1859. V šedesátých letech byla provedena rozsáhlá oprava a konzervátorské práce.

## Architektura
Kostel svatého Klementa Římského je jednolodní orientovaná dřevěná stavba roubené konstrukce zakončená kněžištěm. Na severní straně kněžiště se nachází sakristie. V západní ose průčelí lodi je přisazena věž s čtvercovým půdorysem nahoru zužujícím se profilem štenýřové konstrukce. Na věži je posazeno zvětšené zvonové patro s cibulovitou báni, která je zakončena osmibokou lucernou. Stěny věže jsou bedněny šindelem. Kostel má sedlovou střechu, nad středem lodi je sanktusník s lucernou ukončenou cibulovou střechou. Střecha je krytá šindelem. Kolem kostela jsou otevřené soboty. Stěny kostela nad sobotami jsou bedněny deskami, v sobotách jsou nekryté. Boční vchody do lodi jsou kryté cibulovou střechou.

## Interiér
V lodi je plochý strop s imitací kazetového stropu. Interiér je barokní. Hlavní oltář je pozdně barokní z první poloviny 18. století s obrazem svatého Klementa Římského se sochami sv. Petra a sv. Pavla. Boční oltář je zdoben obrazem z 18. století matky Boží s dítětem. Kruchta s varhany je podepřena čtyřmi dřevěnými sloupy. Ambona je z 18. století je zdobena malbami svatých evangelistů a Krista. Ve východním okně kněžiště je kopie gotické vitráže se scénou ukřižování, originál se nachází v Arcidiecézním muzeu v Katovicích.

## Zvony
V roce 1859 byly pořízeny tři zvony svatý Jacek (sv. Hyacint), nejsvětější Panna Marie, svatý Jozef.

## Okolí
Kostel se nachází uprostřed vesnice, je ohrazen dřevěnou okradou se dvěma brankami a je obklopen hřbitovem.

## Galerie

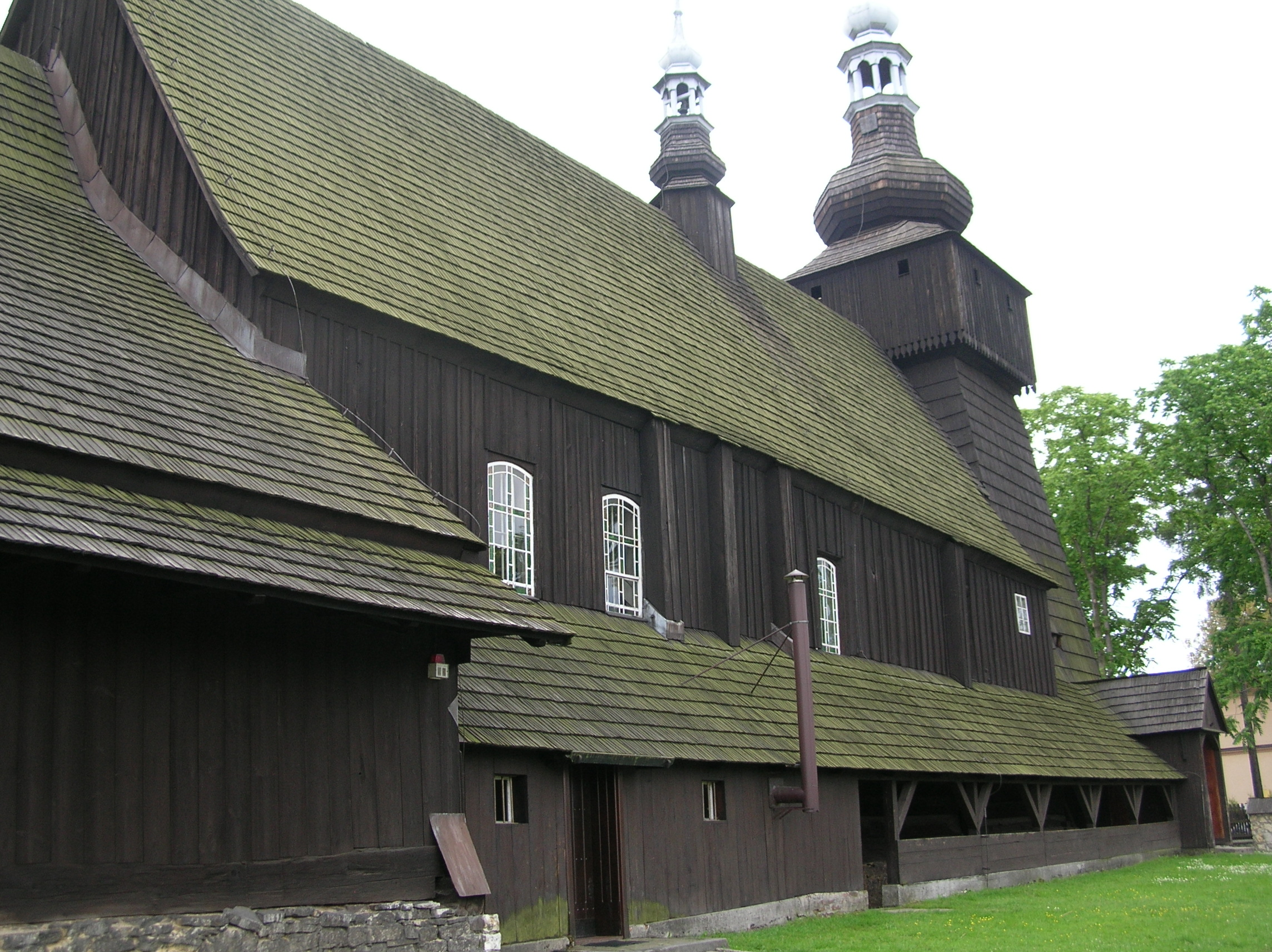
Soboty kolem kostela
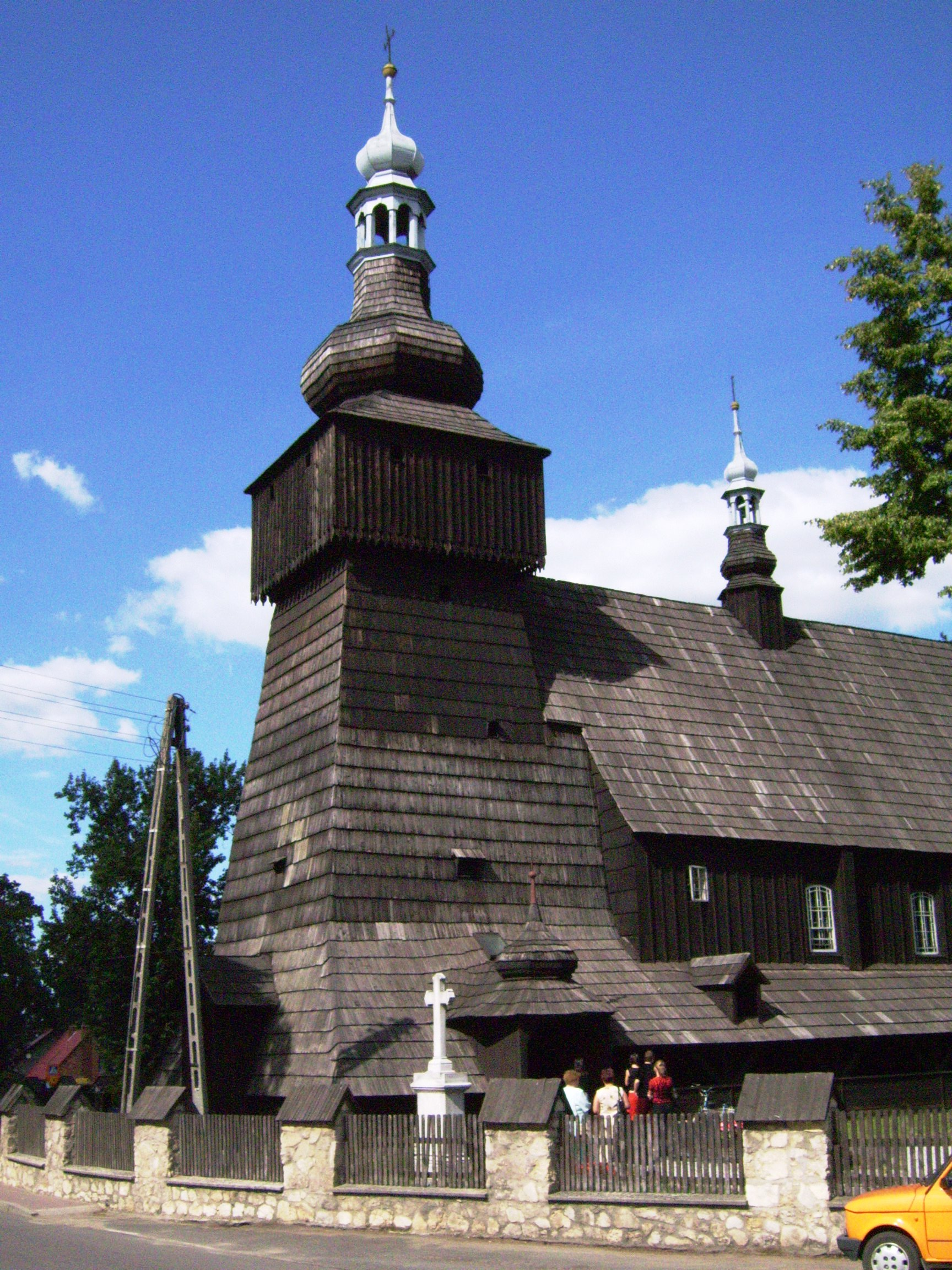
Věž
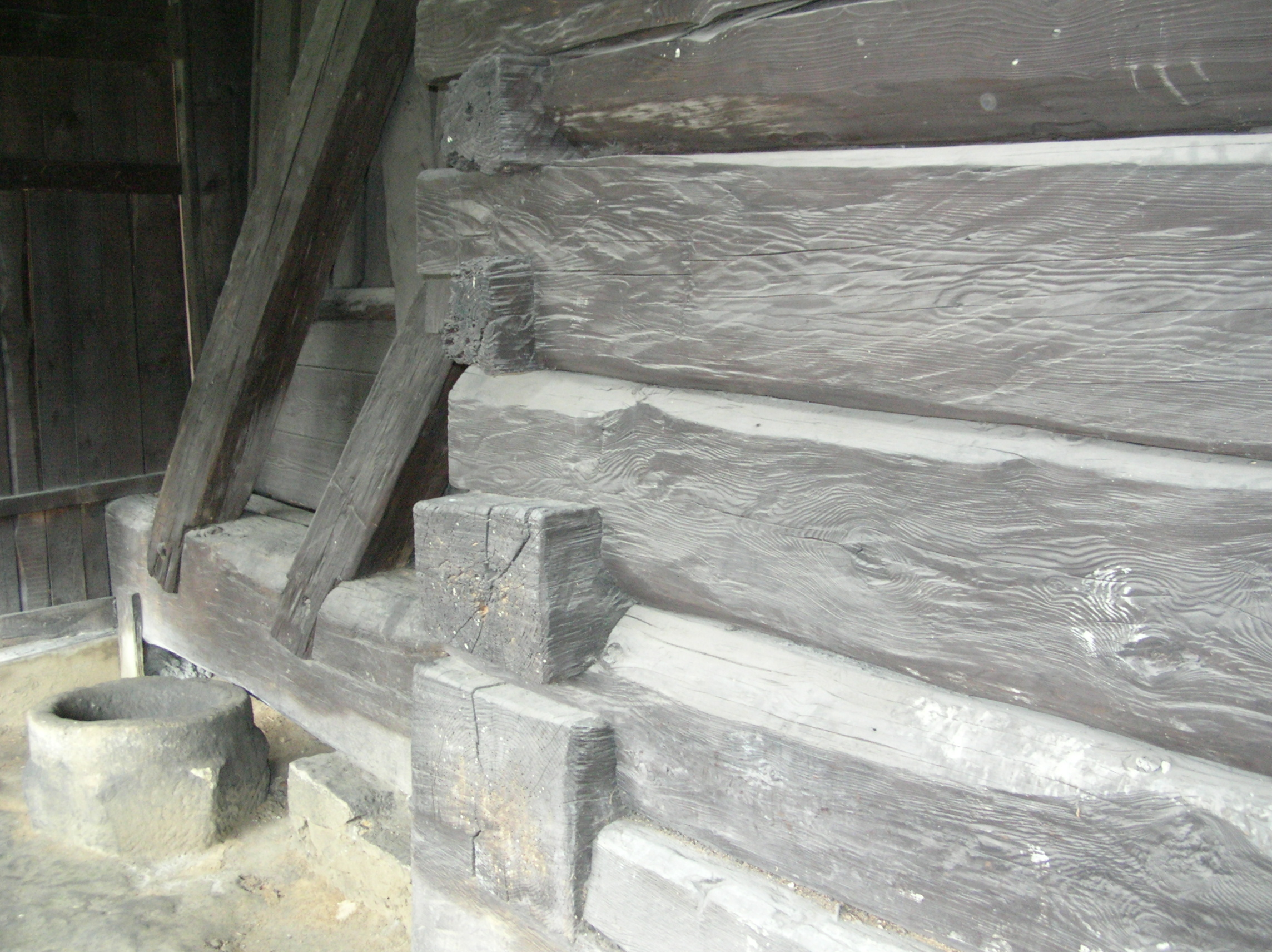
Robení a kamenná křtitelnice
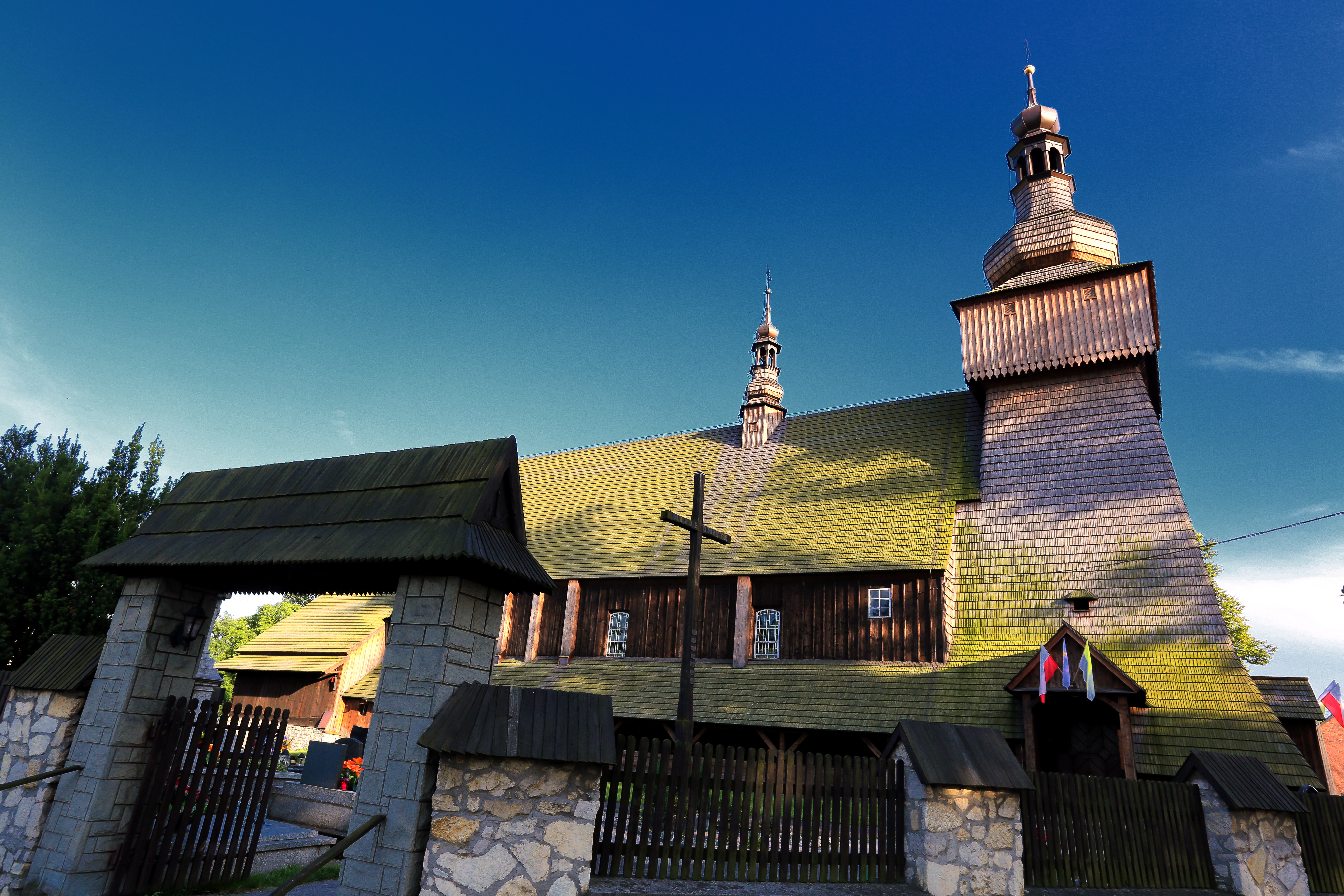
Branka v ohrazení kostela